# Агентство по реструктуризации кредитных организаций
Аге́нтство по реструктуриза́ции креди́тных организа́ций (АРКО) — некоммерческая организация, созданная Российской Федерацией в форме государственной корпорации для реструктуризация кредитных организаций с нестабильным финансовым состоянием с целью восстановления и эффективного развития банковской системы в Российской Федерации. Существовало с 1999 года по 2004 год.

## История
Первоначально Агентство было создано Российским фондом федерального имущества и Банком России в виде небанковской кредитной организации как закрытое акционерное общество с уставным капиталом 10 миллиардов российских рублей.
Практическая деятельность Агентства началась 22 марта 1999. АРКО осуществляло процедуры реструктуризации, основываясь на добровольных соглашениях с банками и их учредителями.
Федеральным законом «О реструктуризации кредитных организаций». c 13 июля 1999 года открытое акционерное общество преобразовано в некоммерческую организацию в форме государственной корпорации. С этого момента деятельность АРКО переориентирована на применение принудительных процедур.
За всё время своего существования Агентством реструктуризирован 21 банк.
Агентство ликвидировано Федеральным законом от 28 июля 2004 г. № 87-ФЗ «О признании утратившими силу Федерального закона „О реструктуризации кредитных организаций“ и отдельных положений законодательных актов Российской Федерации, а также о порядке ликвидации государственной корпорации „Агентство по реструктуризации кредитных организаций“».

## Цели, функции и принципы деятельности
Целью деятельности Агентства являлась реструктуризация кредитных организаций, находящихся под управлением Агентства, в соответствии с требованиями и порядком, которые установлены законодательством.
Кредитная организация могла перейти под управление Агентства, если достаточность её капитала, рассчитанная в соответствии с Федеральным законом «О Центральном банке Российской Федерации (Банке России)», не превышала 2 процентов и она не удовлетворяла требования отдельных кредиторов по денежным обязательствам и (или) не исполняет обязанность по уплате обязательных платежей в сроки, превышающие семь дней с момента наступления даты их удовлетворения и (или) исполнения, в связи с отсутствием или недостаточностью денежных средств на корреспондентских счетах кредитной организации.
Функции Агентства:
- принимать под своё управление кредитные организации;
- участвовать в формировании органов управления кредитных организаций, находящихся под управлением Агентства;
- осуществлять мероприятия по реструктуризации кредитных организаций, находящихся под управлением Агентства;
- привлекать необходимые финансовые средства для реализации мероприятий по реструктуризации кредитных организаций;
- создавать организации, в том числе кредитные, необходимые для осуществления задач и функций Агентства;
- взаимодействовать с Правительством Российской Федерации и Банком России при осуществлении мероприятий по реструктуризации кредитных организаций;

Во всех банках, переходящих под управление АРКО, формировалась система контроля за их деятельностью и развитием, подписывались соглашения о сотрудничестве с органами власти субъектов Российской Федерации.
Прибыль, получаемая АРКО в результате осуществления предпринимательской деятельности, направлялась на дальнейшую реструктуризацию банковской системы.

## Органы управления
Генеральным директором Агентства являлся А. В. Турбанов — бывший до этого заместителем председателя Центрального банка РФ.
В Совет директоров АРКО входили представители Правительства РФ, Банка России, Ассоциации российских банков, Совета Федерации и генеральный директор Агентства. В полномочия Совета директоров входило принятие решений о проведении процедур реструктуризации на основе результатов обследования специалистами Агентства конкретных кредитных организаций. В случае отказа Агентства о принятии под своё управление обследованного банка Центральный Банк Российской Федерации отзывал у него лицензию.

## Деятельность
За время работы Агентства под его управление перешли следующие кредитные организации: СБС-Агро (ликвидирован), Российский кредит, Автовазбанк, Кузбасспромбанк (ликвидирован), Кузбассоцбанк (ликвидирован), Инвестбанк, Кузбассугольбанк, Петр Первый, Челябкомзембанк, Евразия, Амурпромстройбанк, РНКБ, Башпромбанк, Дальрыббанк, Кемерово, Промстройбанк (ликвидирован), Вятка-банк, Воронеж.
Агентством проводилось оздоровление банка Возрождение путём выкупа у него длинного значительного по стоимости актива.
Альфа-банку Агентство выделило средства на развитие его филиальной сети.
Агентство учредило Россельхозбанк.
Всего за время своей деятельности АРКО осуществляло реализацию 15 проектов, связанных с реструктуризацией и развитием 21 кредитной организации.